# Деория (округ)
Деория (англ. Deoria), хинди देवरिया जिला) — округ в индийском штате Уттар-Прадеш. Административный центр — город Деория. Площадь округа — 2535 км². По данным всеиндийской переписи 2001 года население округа составляло 2 712 650 человек. Уровень грамотности взрослого населения составлял 58,64 %, что немного ниже среднеиндийского уровня (59,5 %).